# رویندزق
رویندزق روستایی است که در استان اردبیل، شهرستان اردبیل، بخش مرکزی، دهستان غربی قرار دارد.

## جمعیّت
بر اساس سرشماری سال ۱۳۸۵ جمعیّت این روستا ۲۹۷ نفر با ۶۰ خانوار بوده‌است.